# Список наград и номинаций VIXX
Это список наград и номинаций, полученных VIXX, южнокорейской мужской группой, состоявшей из шести человек, сформированная под руководством Jellyfish Entertainment. Они начали получать признание в 2013 году, через год после их дебюта, выпустив один альбом, EP, повторно выпущенный мини-альбом, наконец, полноформатный альбом. VIXX выпустили новый материал на ежеквартальной основе в течение этого года, наконец, выиграв свою первую награду музыкального шоу «Voodoo Doll» на Music Bank. Группа была удостоена 23 наградами от Южной Кореи и международных мероприятий. VIXX также получили 28 побед в телевизионных программах Южной Кореи.

## Корейский

### Golden Disk Awards
| Год  | Категория               | Реципиент  | Результат    |
| ---- | ----------------------- | ---------- | ------------ |
| 2014 | Disk Bonsang Award      | Jekyll     | Номинированы |
| 2014 | Popularity Award        | VIXX       | Номинированы |
| 2015 | Disk Bonsang Award      | Eternity   | Выиграли     |
| 2015 | Digital Bonsang Award   | Eternity   | Номинированы |
| 2016 | Disk Bonsang Award      | Error      | Выиграли     |
| 2016 | Popularity Award        | VIXX       | Номинированы |
| 2016 | Global Popularity Award | VIXX       | Номинированы |
| 2017 | Disk Bonsang Award      | Chained Up | Выиграли     |
| 2017 | Popularity Award        | VIXX       | Номинированы |
| 2017 | Global Popularity Award | VIXX       | Номинированы |

### Mnet Asian Music Awards
| Год  | Категория                           | Реципиент       | Результат    |
| ---- | ----------------------------------- | --------------- | ------------ |
| 2014 | Best Dance Performance — Male Group | «Eternity»      | Номинированы |
| 2014 | Song of the Year                    | «Eternity»      | Номинированы |
| 2015 | Best Dance Performance — Male Group | «Love Equation» | Номинированы |
| 2015 | Song of the Year                    | «Love Equation» | Номинированы |
| 2016 | Best Dance Performance — Male Group | «Fantasy»       | Номинированы |
| 2016 | Song of the Year                    | «Fantasy»       | Номинированы |

### SBS MTVBest of the Best
| Год  | Категория         | Реципиент | Результат    |
| ---- | ----------------- | --------- | ------------ |
| 2013 | Best Rookie Group | VIXX      | Выиграли     |
| 2014 | Best Music Video  | «Error»   | Номинированы |

### Seoul Music Awards
| Год  | Категория            | Реципиент  | Результат    |
| ---- | -------------------- | ---------- | ------------ |
| 2013 | New Artist Award     | VIXX       | Номинированы |
| 2014 | Bonsang Award        | Hyde       | Выиграли     |
| 2014 | Popularity Award     | VIXX       | Номинированы |
| 2015 | Bonsang Award        | Error      | Выиграли     |
| 2015 | Popularity Award     | VIXX       | Номинированы |
| 2015 | Hallyu Special Award | VIXX       | Номинированы |
| 2016 | Bonsang Award        | Chained Up | Выиграли     |
| 2016 | Popularity Award     | VIXX       | Номинированы |
| 2016 | Hallyu Special Award | VIXX       | Номинированы |
| 2017 | Bonsang Award        | «Dynamite» | Выиграли     |
| 2017 | Popularity Award     | VIXX       | Номинированы |
| 2017 | Fandom School Award  | VIXX       | Номинированы |
| 2017 | Hallyu Special Award | VIXX       | Номинированы |

### Gaon Chart Music Awards
| Год  | Категория                             | Реципиент     | Результат    |
| ---- | ------------------------------------- | ------------- | ------------ |
| 2013 | 4th Quarter Best Selling Record Award | «Voodoo Doll» | Номинированы |
| 2014 | 2nd Quarter Best Selling Record Award | «Eternity»    | Номинированы |
| 2014 | 4th Quarter Best Selling Record Award | «Error»       | Номинированы |
| 2015 | Popularity Award                      | VIXX          | Номинированы |
| 2015 | Hot Performance of the Year Award     | VIXX          | Выиграли     |
| 2016 | Popularity Award                      | VIXX          | Номинированы |
| 2016 | Artist of the Year (Album Division)   | VIXX          | Номинированы |
| 2016 | 3rd Quarter Best Selling Record Award | Hades         | Номинированы |

### MBCShow ChampionAwards
| Год  | Категория                  | Реципиент       | Результат    |
| ---- | -------------------------- | --------------- | ------------ |
| 2015 | Best Audience Rating Stage | «Love Equation» | Выиграли     |
| 2015 | Best Performance           | «Chained Up»    | Номинированы |

### Asia Artist Awards
| Год  | Категория            | Реципиент | Результат    |
| ---- | -------------------- | --------- | ------------ |
| 2016 | Best Celebrity Award | VIXX      | Выиграли     |
| 2016 | Popularity Award     | VIXX      | Номинированы |

### Korean Entertainment Arts Awards
| Год  | Категория      | Реципиент | Результат |
| ---- | -------------- | --------- | --------- |
| 2017 | Best Boy Group | VIXX      | Выиграли  |

## Китайский

### YinYueTaiV Chart Awards
| Год  | Категория                      | Реципиент    | Результат    |
| ---- | ------------------------------ | ------------ | ------------ |
| 2016 | Best Performance               | «Chained Up» | Выиграли     |
| 2017 | Hot Trend Group of The Year    | VIXX         | Выиграли     |
| 2017 | Most influential group in Asia | VIXX         | Номинированы |

### China Music Awards
| Год  | Категория                 | Реципиент | Результат |
| ---- | ------------------------- | --------- | --------- |
| 2016 | Hottest Group of the Year | VIXX      | Выиграли  |

## Японский

### Japan Gold Disc Awards
| Год  | Категория                  | Реципиент                        | Результат    |
| ---- | -------------------------- | -------------------------------- | ------------ |
| 2015 | Best 3 New Artists in Asia | VIXX (along with A Pink and BTS) | Выиграли     |
| 2015 | Best New Artists in Asia   | VIXX                             | Номинированы |

## Международный

### MTV Europe Music Awards
| Год  | Категория       | Реципиент | Результат    |
| ---- | --------------- | --------- | ------------ |
| 2015 | Best Korean Act | VIXX      | Номинированы |
| 2016 | Best Korean Act | VIXX      | Номинированы |

### SBS PopAsiaAwards
| Год  | Категория             | Реципиент                                    | Результат    |
| ---- | --------------------- | -------------------------------------------- | ------------ |
| 2014 | Best Male Group       | VIXX                                         | Номинированы |
| 2014 | Best Song of The Year | «Error»                                      | Номинированы |
| 2015 | Best Male Group       | VIXX                                         | Выиграли     |
| 2015 | Best Song of The Year | «Chained Up»                                 | Номинированы |
| 2016 | Best Boy Band         | VIXX                                         | 5-е          |
| 2016 | Album of The Year     | Conception Trilogy (Zelos, Hades and Kratos) | Номинированы |

### KMC Radio Awards
| Год  | Категория                   | Реципиент       | Результат    |
| ---- | --------------------------- | --------------- | ------------ |
| 2013 | Best Music Video            | «Voodoo Doll»   | Выиграли     |
| 2014 | Best Male Group             | VIXX            | Номинированы |
| 2014 | Best Male Performance       | VIXX            | Номинированы |
| 2014 | Best European Concert       | VIXX            | Номинированы |
| 2014 | Best Music Video            | «Error»         | Номинированы |
| 2014 | Best song of the Year       | «Error»         | Номинированы |
| 2015 | Fandom of the Year          | ST★RLIGHT       | Номинированы |
| 2015 | Best Male Dance Performance | «Love Equation» | Номинированы |
| 2015 | Comeback of the Year        | «Chained Up»    | Выиграли     |
| 2015 | Album of the Year           | Chained Up      | Номинированы |

## Другие награды
| Год  | Награда                             | Категория                  | Реципиент                            | Результат    |
| ---- | ----------------------------------- | -------------------------- | ------------------------------------ | ------------ |
| 2013 | Hanteo Awards                       | Singer Award               | VIXX                                 | 5-е          |
| 2013 | Hallyu Japanese Music Awards        | Best Male Group            | VIXX                                 | Номинированы |
| 2014 | Korea Cultural Entertainment Awards | K-POP Top Ten Singer award | VIXX                                 | Выиграли     |
| 2014 | STARCAST Awards                     | Best Style                 | VIXX (along with Jang Keun-suk)      | Выиграли     |
| 2014 | Mp3 Music Awards                    | The Best Asian Music Award | VIXX «Turn Around and Look At Me»    | Номинированы |
| 2015 | Seoul Embassies Day Awards          | Hanbit Awards              | VIXX (along with A Pink and Rainbow) | Выиграли     |
| 2015 | Daum Official Fancafe Award         | Best Fandom Award          | VIXX (ST★RLIGHT)                     | Выиграли     |

## Музыкальные программы
Это коллекция побед VIXX в телевизионных программах Южной Кореи. Music Bank выходит в эфир на KBS, Inkigayo на SBS, Show Champion на MBC Music, The Show на SBS MTV, M! Contdown транслируется по кабельному каналу Mnet и Show! Music Core на MBC.

### Music Bank
| Год  | Дата       | Песня           |
| ---- | ---------- | --------------- |
| 2013 | 6 декабря  | «Voodoo Doll»   |
| 2014 | 24 октября | «Error»         |
| 2015 | 6 марта    | «Love Equation» |
| 2015 | 20 ноября  | «Chained Up»    |
| 2016 | 29 апреля  | «Dynamite»      |

### Inkigayo
| Год  | Дата       | Песня           |
| ---- | ---------- | --------------- |
| 2014 | 8 июня     | «Eternity»      |
| 2014 | 26 октября | «Error»         |
| 2015 | 8 марта    | «Love Equation» |

### Show Champion
| Год  | Дата       | Песня           |
| ---- | ---------- | --------------- |
| 2014 | 11 июня    | «Eternity»      |
| 2014 | 22 октября | «Error»         |
| 2015 | 4 марта    | «Love Equation» |
| 2015 | 18 ноября  | «Chained Up»    |
| 2016 | 27 апреля  | «Dynamite»      |
| 2016 | 24 августа | «Fantasy»       |

### The Show
| Год  | Дата       | Песня           |
| ---- | ---------- | --------------- |
| 2014 | 28 октября | «Error»         |
| 2014 | 4 ноября   | «Error»         |
| 2015 | 3 марта    | «Love Equation» |
| 2015 | 10 марта   | «Love Equation» |
| 2015 | 17 марта   | «Love Equation» |
| 2015 | 17 ноября  | «Chained Up»    |
| 2016 | 26 апреля  | «Dynamite»      |
| 2016 | 3 мая      | «Dynamite»      |
| 2016 | 10 мая     | «Dynamite»      |
| 2016 | 23 августа | «Fantasy»       |
| 2016 | 6 сентября | «Fantasy»       |
| 2016 | 8 ноября   | «The Closer»    |

### M! Countdown
| Год  | Дата    | Песня           |
| ---- | ------- | --------------- |
| 2015 | 5 марта | «Love Equation» |

### Show! Music Core
| Год  | Дата    | Песня           |
| ---- | ------- | --------------- |
| 2015 | 7 марта | «Love Equation» |

- Show! Music Core закончило свою систему диаграмм 14 ноября 2015 года.